# Kiotina chekiangensis
Kiotina chekiangensis is een steenvlieg uit de familie borstelsteenvliegen (Perlidae). De wetenschappelijke naam van de soort is voor het eerst geldig gepubliceerd in 1938 door Wu.